# خالد حبيب الراوي
خالد الراوي (1944-1999) قاص وأستاذ الإعلام في جامعة بغداد - كلية الآداب.

## حياته
ولد في الأعظمية سنة 1944م ببغداد من عائلة اشتهرت بالعلم فوالده الأستاذ حبيب علي الراوي كان تربويا وأستاذا للغة العربية في كلية البنات وكلية الآداب. نشر خالد أول مقال له عام 1962 وهو ما زال في عمر الثامنة عشر في جريدة الأخبار خاصة وأنه اعتاد إرسال الخواطر والتعليقات إلى الجرائد.(1) أكمل دراسته في إعدادية الأعظمية للبنين عام 1963 ودخل كلية الحقوق، جامعة بغداد وتخرج منها عام 1967.

## الحياة العملية
في عام 1964، بدأ خالد الراوي عمله الصحفي المنتظم، حيث كتب عمودًا يوميًا في صحيفة صوت العرب باعتباره المحرر الثقافي لأن موقع الجريدة كان الأقرب إلى المقهى. وبعد توقف صدور الجريدة، انتقل إلى جريدة الثورة العربية ليعمل محررًا فيها، لكن سرعان ما عاد إلى جريدة صوت العرب بعد معاودة إصدارها. وكان العديد من الكتاب والقصاصين والشعراء ينشرون أعمالهم في هذه الجريدة علاوة على الصفحات الأدبية لجريدة  المنار والأنباء الجديدة والفجر الجديد ومجلة الطيران وأبناء النور...الخ. وأصبح خالد بعد نشره العديد من القصص الرائد في مجال القصة القصيرة جدا في العراق.(2)(3)(4)
ثم سافر إلى مصر ودرس الدبلوم العالي في التشريع الضريبي في كلية الحقوق، جامعة القاهرة عام 1967 وعمل حينها مراسلا لعدة جرائد ومجلات عراقية. رجع عام 1969 إلى العراق وعُين محررا في مجلة الشباب وسكرتير تحرير مجلة العلم والحياة  التابعتين لوزارة رعاية الشباب.
عمل خالد بعدها مع الجبهة الشعبية لتحرير فلسطين مسؤولا عن الأبواب الأدبية لمجلة الهدف عام 1969 وسافر إلى العديد من البلدان العربية بأسماء مستعارة لهذا الغرض من بينها الأردن ولبنان وسوريا. ثم عُين مديرا لقسم الإعلام والوثائق والترجمة والنشر في وزارة التعليم العالي والبحث العلمي عام 1971. كتب خالد الراوي في السبعينات العديد من التمثيليات والتي انتج بعضها تلفزيون العراق مثل خيط العنكبوت ودائرة اصولية.
سافر بعدها إلى بريطانيا من أجل دراسة الدكتوراه في الإعلام عام 1978 من جامعة كييل وكتب أطروحته عن (التلفزيون والتنمية في العراق: دراسة في التلفزيون التربوي) وعمل حينها مراسلا ثقافيا لجريدة الجمهورية في بريطانيا. بعدما أنهى دراسته للدكتوراه عام 1983، رجع إلى العراق وتعين أستاذا في قسم الإعلام - جامعة بغداد وترأس القسم أول مرة ما بين عام 1987-1989 وترأس تحرير جريدة الأعلام عدة مرات. حصل بعدها على لقب الأستاذية (بروفسور) عام 1993 ليصبح أول عراقي يحمل هذه الدرجة العلمية بعد أكثر من ربع قرن من تأسيس قسم الإعلام منذ عام 1964. ثم رشح لنيل لقب عالم عام 1993 المشمول ضمن قانون رعاية العلماء في العراق التابع لوزارة التعليم العالي والبحث العلمي. توفي خالد الراوي في بغداد إثر نوبة صحية.(5)

## مؤلفاته
- الجسد والأبواب، قصص. النجف: مطبعة الغرى الحديثة، 1969.
- القناع، قصص. بغداد: مطبعة الشعب، 1970.
- منطلقات في الصحافة العراقية 1972.
- أساليب الدعاية الإمبريالية، بغداد: دار الحرية، 1973.
- القطار الليلي، قصص. بيروت: مطبعة الحرية، 1974.
- من تأريخ الصحافة العراقية. بغداد: دار الحرية للطباعة. سلسلة دراسات (158)، 1977.
- العيون، قصص. بغداد: دار الحرية للطباعة، سلسلة القصة والمسرحية (64). 1977.
- الإشاعات حرب خفية. بغداد: وزارة الثقافة والأعلام، دار الشؤون الثقافية العامة، 1986.
- تأريخ الإذاعة والتلفزيون. بغداد: دار الحكمة للدراسة والنشر، وزارة التعليم العالي والبحث العلمي، 1991.
- الصحافة العربية في بلدان المهجر (مشاركة). الجزء الثالث في الموسوعة الصحفية العربية، تونس، المنظمة العربية للتربية والثقافة والعلوم، 1991.
- موسوعة أعلام العرب (مشاركة). الجزء الأول، بغداد: بيت الحكمة، 2000.
- خالد حبيب الراوي: الأعمال الأدبية الكاملة. بغداد: مطبعة ايكال، 2006.
- تاريخ الصحافة والإعلام في العراق منذ العهد العثماني وحتى حرب الخليج الثانية 1816-1991م، دمشق: دار صفحات للدراسات والنشر، 2010. (1-34-402-9933-978: ISBN)
- أساليب الدعاية الأجنبية الموجهة إلى الوطن العربي عمّان: مؤسسة الوراق للنشر والتوزيع، 2010. (ISBN 978-9957-33-215-0).
- وله أكثر من خمسين بحثا منشورا في دوريات ومجلات متخصصة متعلقة بالإعلام وتأريخ العراق الحديث.

## إنجازاته
عمل خالد الراوي صحفيًا وناقدًا فنيًا وأدبيًا وقاصًا وكاتبًا مسرحيًا ومحاميًا وخبيرًا إعلاميًا وباحثًا ومؤرخًا وأكاديميًا ومراسلًا لعدة جرائد ومجلات. عاصر المؤلف جيل الستينات بالأخص، وهو يصنف عند نقاد القصة ضمن هذا الجيل بالرغم من معاصرته جيل السبعينات بكل ما فيه من تطورات واختلافات عن الجيل الذي سبقه. وأشترك في العشرات من المؤتمرات العلمية المتخصصة في داخل العراق وواحدة في جامعة العين في دولة الأمارات العربية المتحدة عام 1984. وأشرف أيضا على عشرات طلاب الماجستير والدكتوراه وناقش الكثير من الرسائل الجامعية في مجال الإعلام والتأريخ والفنون. وكان عضوا في الاتحاد العام للكتاب والأدباء في العراق ونقابة المعلمين ونقابة الصحفيين العراقيين ونقابة المحامين العراقيين.(6)